# Chadli Bendjedid

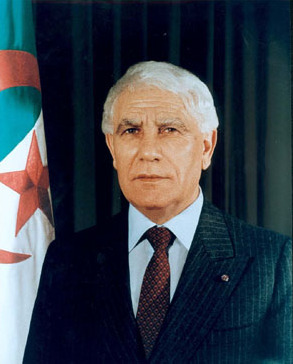
Chadli Bendjedid (1979)

Chadli Bendjedid (arabisch الشاذلي بن جديد asch-Schadhili ibn Dschadid, DMG aš-Šāḏilī b. Ǧadīd; * 14. April 1929 in Bouteldja, Provinz El Tarf; † 6. Oktober 2012 in Algier) war von 1979 bis 1992 Präsident Algeriens.

## Leben
Chadli Bendjedid wurde 1929 in eine bäuerliche Familie mit bescheidenem Wohlstand im Nordosten Algeriens geboren. Bendjedid erhielt seine Schulausbildung in Bône und kam dort in den Kontakt mit der damals vergleichsweise kosmopolitischen urbanen Gesellschaft. Mangels anderer Perspektiven diente er in der französischen Armee und kämpfte im Indochinakrieg. Er brachte es dabei bis zum Unteroffizier.
1954 schloss er sich auf algerischem Boden der Nationalen Befreiungsfront (FLN) an und diente als Offizier im Wilaya 2 (Bezirk 2). Bendjedid diente im Verlauf in der außerhalb des Landes aufgestellten Armee der FLN und stieg während des Algerienkriegs bis zum Oberst auf. Nach der Unabhängigkeit war er unter Houari Boumedienne Befehlshaber des Militärbezirks 2 (Oran) der algerischen Armee.
Nach Boumediennes Tod war Bendjedid der einzige FLN-Kandidat für dessen Nachfolge und wurde 1979 zum Präsidenten gewählt. Seine Politik der Arabisierung zulasten des Dialekts und auf Kosten der Berber führte zu Unruhen seitens dieser Bevölkerungsgruppe. Weltpolitisch setzte Bendjedid auf die Verbesserung der angespannten Beziehung mit Marokko und eine Entspannung mit den USA und Frankreich. 1983 reiste er auf Einladung von François Mitterrand als erstes algerisches Staatsoberhaupt nach Frankreich. Regionalpolitisch beteiligte er sich an der Gründung der Union des arabischen Maghreb.
Als es 1988 wegen der hohen Arbeitslosigkeit und der Wohnungsnot zu schweren sozialen Unruhen kam, stimmte er einer Demokratisierung des Landes zu. Als im Dezember 1991 im ersten Durchgang der freien Wahlen die Islamisten (FIS) den Sieg errangen, putschte das Militär, verhinderte deren Machtübernahme und zwang Bendjedid am 11. Januar 1992 zum Rücktritt, was einen jahrelangen Bürgerkrieg auslöste.
Bendjedid verstarb 2012 in Algier im Alter von 83 Jahren.